# FIFA 09
 (avril 2020).
Si vous disposez d'ouvrages ou d'articles de référence ou si vous connaissez des sites web de qualité traitant du thème abordé ici, merci de compléter l'article en donnant les références utiles à sa vérifiabilité et en les liant à la section « Notes et références ».
FIFA 09 est un jeu vidéo de football développé et édité par Electronic Arts en 2008. Le jeu est disponible sur PlayStation 2, PlayStation 3, Xbox 360, Wii, Windows, Nintendo DS et PlayStation Portable.
C'est le 15e épisode la série FIFA Football. Le jeu est sorti en France le 2 octobre 2008.
Au niveau des ventes, FIFA prend pour la première fois le dessus sur son rival PES.

## Système de jeu
Pour ce quinzième opus, le système de collision entre joueurs est remanié. L’utilisateur contrôle et choisit les célébrations effectuées par ses joueurs après un but comme dans UEFA Euro 2008.
On dénote par ailleurs l’apparition de la fonction "Adidas Live Season", qui met à jour toutes les statistiques des joueurs en fonction des performances réelles de ceux-ci. 
FIFA 09 marque également l’apparition des modes en ligne "Clubs FIFA 09" (qui permet aux joueurs de créer ou rejoindre des clubs créés par d’autres utilisateurs) et "Ultimate Team" (disponible en DLC à partir du 19 mars 2009 pour 9,99€). Le mode " club pro" qui permet de crée son propre joueur et de le faire évoluer dans une carrière en 4 saisons fais son apparition.

## Bande-son
- Caesar Palace 1ne
- Chromeo Bonafied Lovin'(Yuksek Remix)
- CSS Jager Yoga
- Curumin Magrela
- Cut Copy Lights And Music
- Damian Marley Something For You (One Loaf of Bread)
- Datarock True Stories
- DJ Bitman Me Gustan
- Duffy Mercy
- Foals Olympic Airways
- Gonzales Working Together (Boys Noise Remix)
- Hot Chip Ready For The Floor (Soulwax Remix)
- Jakobínarína I'm A Villain
- Junkie XL feat. Electrocute Mad Pursuit
- Jupiter One Platform Moon
- Kasabian Fast Fuse
- Ladytron Runaway
- Lykke Li I'm Good I'm Gone
- Macaco Movin'
- MGMT Kids
- My Federation What Gods Are These
- Najwajean Drive Me
- Plastilina Mosh Let U Know
- Radiopilot (en) Fahrrad
- Reverend and the Makers Open Your Window
- Sam Sparro Black & Gold
- Señor Flavio Lo Mejor Del Mundo
- Soprano Victory
- The Airborne Toxic Event Gasoline
- The Black Kids I'm Not Gonna Teach Your Boyfriend How To Dance With You (The Twelves Remix)
- The Bloody Beetroots Butter
- The Fratellis Tell Me a Lie
- The Heavy That Kind Of Man
- The Kissaway Trail 61
- The Kooks Always Where I Need To Be
- The Pinker Tones The Whistling Song
- The Script The End Where I Begin
- The Ting Tings Keep Your Head
- The Veronicas Untouched
- The Whip Muzzle N1
- Tom Jones Feels Like Music (Junkie XL Remix)
- Ungdomskulen Modern Drummer[2]

Les commentaires sont assurés par Hervé Mathoux et Franck Sauzée pour la version française, ce qui était déjà le cas dans FIFA 08 puis FIFA 10 par la suite.